# Веннингштедт-Брадеруп (Зильт)
Веннингштедт-Брадеруп (нем. Wenningstedt-Braderup, с.-фриз. Woningstair-Brēderep) — коммуна в Германии, в земле Шлезвиг-Гольштейн.
Входит в состав района Северная Фризия. Подчиняется управлению Ландшафт-Зильт. Население составляет 1481 человек (на 31 декабря 2010 года). Занимает площадь 6,27 км².
Официальным языком в населённом пункте, помимо немецкого, является севернофризский.

## Примечания

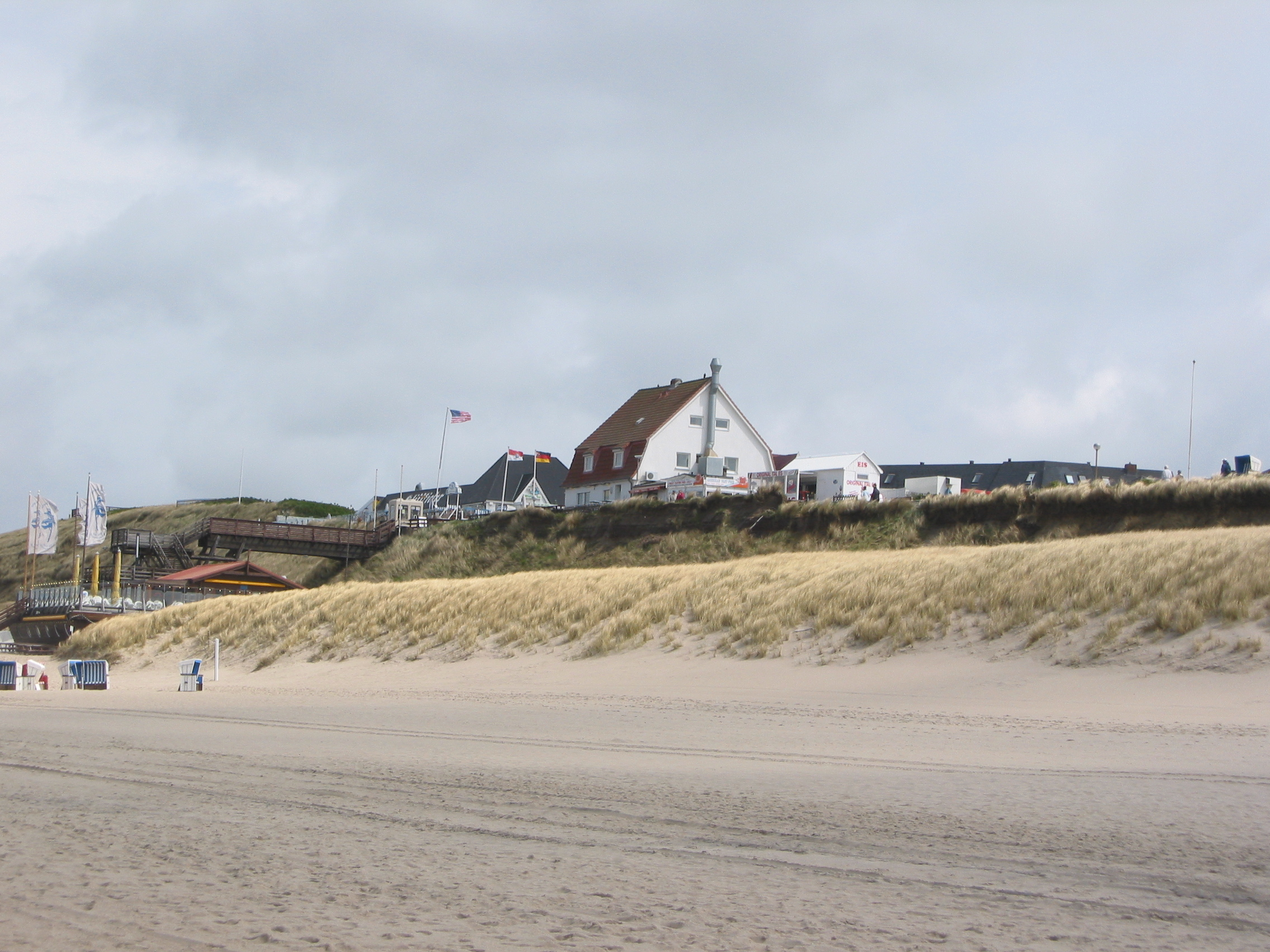
Веннингштедт-Брадеруп (Зюльт)

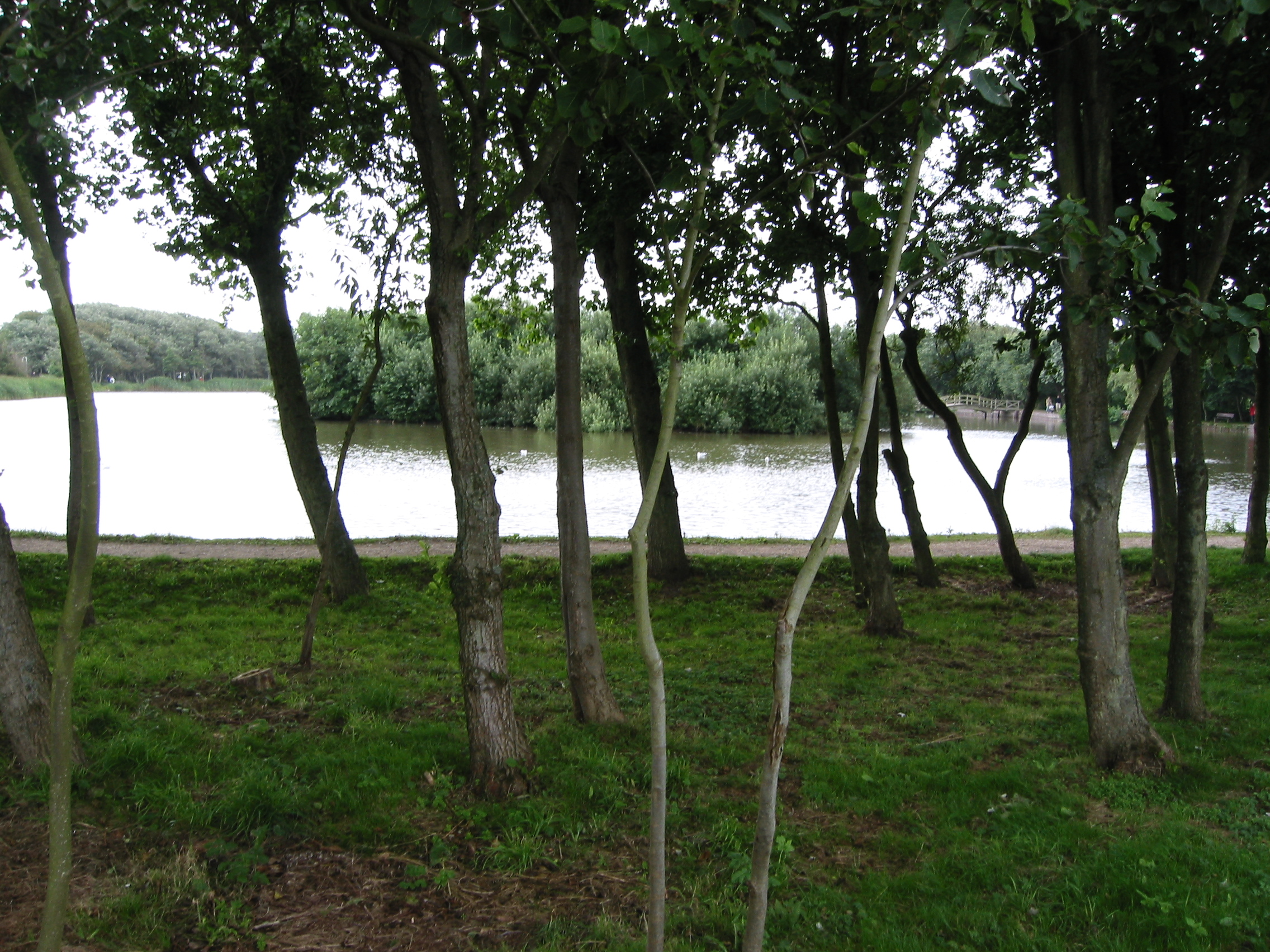
Веннингштедт-Брадеруп (Зюльт)